# Championnats de France de triathlon courte distance
Les championnats de France de triathlon courte distance sont une compétition annuelle décernant les titres individuels masculin et féminin de champion de France sur courte distance (distances S et M). Ils sont organisés par la Fédération française de triathlon (FFTri). Au cours de leur histoire, les formats (distances) des courses ont changé à plusieurs reprises, jusqu'au choix de la distance S, en 2011 pour les femmes et en 2013 pour les hommes (auparavant, l'épreuve était disputée sur la distance olympique).

## Historique

### Constitution d'un circuit à l'échelle nationale (1985-1989)
La première édition du championnat de France de triathlon a lieu en 1985, sous la direction de l'ancêtre de la FFTri, le CONADET, qui en a gardé la charge jusqu'à sa dissolution en 1989. Les cinq premières éditions comptent trois catégories : A pour la courte distance, B et C pour les longues distances. Les hommes et les femmes sont séparés dans le palmarès mais courent les épreuves ensemble. Le titre de champion de France est attribué suivant les résultats du triathlète sur toutes les épreuves de l'année, qui distribuaient un nombre de point relatif à leur renommée. Mais ce nombre d'épreuves dépasse la centaine en 1989, rendant la classification très compliquée.

### Réorganisations sous l'égide de la FFTri (1990-1997)

#### Professionnalisation des athlètes
Après la création de la FFTri en 1990, le système est modifié. La catégorie A est scindée en deux groupes. Le premier regroupe les sept épreuves les plus prestigieuses et décerne le titre de champion de France catégorie 1, le plus élevé dans la hiérarchie. À partir de l'année suivante, le titre est attribué non plus sur un ensemble d'épreuves, mais sur une course sèche. Cette course est organisée le 29 juin 1991 à Versailles, sur la distance olympique (DO) : 1 500 m de natation, 40 km de cyclisme et 10 km de course à pied. Le 11 août 1991, la première épreuve nationale en catégorie sprint (correspondant à la moitié de la distance olympique) est disputée sur le même principe à Pont-à-Mousson.

#### Professionnalisation de l'encadrement
Depuis ses débuts, le triathlon est considéré comme un effort individuel. Bien que les départs soient groupés, il est formellement interdit de pratiquer le « drafting » durant la partie cycliste, qui consiste à profiter de l'aspiration créée par le concurrent précédant. Lors des premiers triathlons, le nombre de participants étant relativement faible, les écarts entre participants sont assez importants, mais l'absence de contrôles durant la course pousse certains à de premières tricheries. La règle généralement acceptée par les triathlètes est celle du « pas vu, pas pris ». L'arrivée d'officiels chargés de l'arbitrage se fait difficilement, même parmi les compétitions élites. Le championnat de France masculin sur distance olympique à Quimper le 7 août 1994 marque un tournant. Sortis en tête après la transition entre natation et cyclisme, Philippe Méthion et Olivier Marceau creusent un peu plus l'écart en se relayant et usant du drafting. Ils ne seront pas rejoints après la course à pied, grâce à laquelle Méthion s'impose. Derrière, Sylvain Dafflon attaque sur son vélo. Jamais rejoint par ses poursuivants, il le doit autant à son incroyable performance qu'à l'intervention des commissaires. En effet, Vincent Bavay et Patrick Girard, entre autres, font l'effort dans la principale difficulté du parcours pour se détacher d'un peloton d'une vingtaine de coureurs et revenir sur Dafflon. Mais en haut de la côte, les arbitres forment un barrage pour leur infliger un stop-and-go. Dix kilomètres plus loin, la sanction est répétée alors que le peloton de trente coureurs est toujours présent, ceux-ci ne pouvant se départager. Pour protester, ils finissent par un « jogging collectif » sur l'épreuve de course à pied dans les rues de Quimper. Si la Fédération menace les coureurs de sanctions, celles-ci n'ont pas été données au niveau fédéral, mais au niveau des Ligues régionales. En Île-de-France, six triathlètes (parmi lesquels Bavay et Girard) sont condamnés à un stage d'arbitrage et à officier comme arbitres en courses. Le point final au dossier est apporté indirectement par le CIO, qui accorde le statut de sport olympique au triathlon le 3 septembre 1994 mais impose la suppression de l'interdiction du drafting. Cette règle est définitivement abandonnée sur les épreuves élites le 4 août 1996, pour les championnats de France courte distance à Bessines, avant de concerner aussi les autres championnats la saison suivante.

### Ouverture aux catégories de jeunes (2002)
Alors qu'à sa création le triathlon en France est réservé aux personnes majeures, en raison de la difficulté de l'enchainement des trois épreuves, il faut attendre 2002 pour voir se dérouler le premier championnat de France jeunes, tandis que depuis 1987 se déroule des championnats de France UNSS et universitaires sur des distances adaptées. L'épreuve, disputée sous le nom de « challenge », est organisée le 15 juin 2002 à Yzeure, pour les catégories minimes, cadets et juniors, garçons et filles. Le premier titre officiel de champion de France dans ces catégories est attribué à Montluçon le 1er juin 2003. Depuis, la catégorie junior a évolué en U23 (moins de 23 ans).

## Distances
Les distances parcourues, de même que leur dénomination, ont changé à plusieurs reprises depuis la première édition du championnat de France. Mais deux formats seulement ont été retenus, :
- La distance S[6]  anciennement appelée catégorie sprint,  correspond à 750 m de natation, 20 km de cyclisme et 5 km de course à pied.
- La distance M[6] anciennement nommée catégorie A, CD 51.5 puis DO (pour « distance olympique ») ou distance standard, correspond à 1 500 m de natation, 40 km de cyclisme et 10 km de course à pied.

## Palmarès
| Année | Lieu                 | Catégorie | Hommes                        | Hommes                    | Hommes             | Catégorie | Femmes                    | Femmes                   | Femmes              |   |               |                  |               |
| ----- | -------------------- | --------- | ----------------------------- | ------------------------- | ------------------ | --------- | ------------------------- | ------------------------ | ------------------- | - | ------------- | ---------------- | ------------- |
| Année | Lieu                 | Catégorie | 1985                          | La Grande-Motte           | A                  | Catégorie | Georges Belaubre          |                          |                     | A | Odile Lagarde | Chantal Malherbe | Valérie Bayle |
| 1986  |                      | A         | Grégoire Millet               | Serge Lecrique            | Georges Belaubre   | A         | Chantal Malherbe          | Anne-Marie Rouchon       | Lydie Reuzé         |   |               |                  |               |
| 1987  |                      | A         | Philippe Méthion              | Patrick Girard            | Michel Gavet       | A         | Chantal Malherbe (2)      | Anne-Marie Rouchon       | Élisabeth Poncelet  |   |               |                  |               |
| 1988  |                      | A         | Patrick Girard                | Yves Lossouarn            | Christophe Hervieu | A         | Sylvie Muguet             | Anne-Marie Rouchon       | Sophie Delemer      |   |               |                  |               |
| 1989  |                      | A         | Philippe Méthion (2)          | Patrick Girard            | Thierry Henri      | A         | Anne-Marie Rouchon        | Catherine Jay            | Sophie Delemer      |   |               |                  |               |
| 1990  | Mâcon                | A         | Philippe Méthion (3)          | Patrick Girard            | Pascal Choisel     | A         | Isabelle Mouthon          | Sylvie Muguet            | Béatrice Mouthon    |   |               |                  |               |
| 1991  | Versailles           | A         | Philippe Méthion (4)          | Yves Cordier              | Patrick Girard     | A         | Isabelle Mouthon (2)      | Béatrice Mouthon         | Anne-Marie Rouchon  |   |               |                  |               |
| 1991  | Pont-à-Mousson       | Sprint    | Philippe Méthion (1 spr.)     | Pierre Houseaux           | Rémi Rampteau      | Sprint    | Karen Gresset             | Armelle Caillet          | Laurence Macherey   |   |               |                  |               |
| 1992  | Toulouse             | A         | Philippe Méthion (5)          | Christophe Le Luherne     | Patrick Girard     | A         | Isabelle Mouthon (3)      | Anne-Marie Rouchon       | Béatrice Mouthon    |   |               |                  |               |
| 1992  | Choisy-le-Roi        | Sprint    | Philippe Méthion (2 spr.)     | Pierre Houseaux           | Stéphan Bignet     | Sprint    | Sophie Delemer (1 spr.)   | Maud Martin              | Béatrice Mouthon    |   |               |                  |               |
| 1993  | Mur-de-Barrez        | DO        | Philippe Méthion (6)          | Philippe Fattori          | Olivier Marceau    | DO        | Isabelle Mouthon (4)      | Lydie Reuzé              | Sophie Delemer      |   |               |                  |               |
| 1993  | Fontainebleau        | Sprint    | Stéphan Bignet (1 spr.)       | Sylvain Dafflon           | Stéphane Poulat    | Sprint    | Lydie Reuzé (1 spr.)      | Béatrice Mouthon         | Anne-Marie Rouchon  |   |               |                  |               |
| 1994  | Quimper              | DO        | Philippe Méthion (7)          | Olivier Marceau           | Sylvain Dafflon    | DO        | Lydie Reuzé               | Anne-Marie Rouchon       | Véronique Chastel   |   |               |                  |               |
| 1994  | Mur-de-Barrez        | Sprint    | Patrick Girard (1 spr.)       | Carl Blasco               | Alain Vigné        | Sprint    | Isabelle Mouthon (1 spr.) | Béatrice Mouthon         | Lydie Reuzé         |   |               |                  |               |
| 1995  | Mauzac               | DO        | Olivier Marceau               | Samuel Pierreclaud        | Carl Blasco        | DO        | Lydie Reuzé (2)           | Hélène Salomon           | Béatrice Mouthon    |   |               |                  |               |
| 1996  | Bessines             | CD 51.5   | Philippe Fattori              | Jean-Christophe Guinchard | Olivier Marceau    | CD 51.5   | Sophie Delemer            | Magali Robin             | Béatrice Mouthon    |   |               |                  |               |
| 1997  | Larmor-Plage         | CD 51.5   | Stéphane Poulat               | Laurent Jeanselme         | Philippe Fattori   | CD 51.5   | Isabelle Mouthon (5)      | Christine Hocq           | Sophie Delemer      |   |               |                  |               |
| 1998  | Mulhouse             | CD 51.5   | Stéphane Poulat (2)           | Sébastien Berlier         | Olivier Marceau    | CD 51.5   | Isabelle Mouthon (6)      | Béatrice Mouthon         | Christine Hocq      |   |               |                  |               |
| 1999  | Lac de Vassivière    | CD 51.5   | Sébastien Berlier             | Olivier Marceau           | Sylvain Dodet      | CD 51.5   | Isabelle Mouthon (7)      | Sophie Delemer           | Christine Hocq      |   |               |                  |               |
| 2000  | Lac de Vassivière    | DO        | Stéphan Bignet                | Sylvain Dodet             | Samuel Pierreclaud | DO        | Isabelle Mouthon (8)      | Christine Hocq           | Nathalie Daumas     |   |               |                  |               |
| 2001  | Lac de Vassivière    | DO        | Sylvain Dodet                 | Stéphane Poulat           | Stéphan Bignet     | DO        | Nathalie Daumas           | Christine Hocq           | Sophie Delemer      |   |               |                  |               |
| 2002  | Autun                | DO        | Frédéric Belaubre             | Sylvain Dodet             | Carl Blasco        | DO        | Delphine Pelletier        | Stéphanie Gros           | Carole Péon         |   |               |                  |               |
| 2003  | Autun                | DO        | Frank Bignet                  | Sylvain Dodet             | Olivier Marceau    | DO        | Delphine Pelletier (2)    | Marion Lorblanchet       | Jessica Harrison    |   |               |                  |               |
| 2004  | Charleville-Mézières | DO        | Frédéric Belaubre (2)         | Stéphane Poulat           | Sylvain Dodet      | DO        | Virginie Jouve            | Camille Cierpik          | Delphine Pelletier  |   |               |                  |               |
| 2005  | Charleville-Mézières | DO        | Sylvain Dodet (2)             | Cédric Fleureton          | Frank Bignet       | DO        | Virginie Jouve (2)        | Camille Cierpik          | Delphine Py         |   |               |                  |               |
| 2006  | Rennes               | DO        | Frédéric Belaubre (3)         | Stéphane Poulat           | Stéphan Bignet     | DO        | Carole Péon               | Marion Lorblanchet       | Delphine Pelletier  |   |               |                  |               |
| 2007  | Charleville-Mézières | DO        | Frédéric Belaubre (4)         | David Hauss               | Stéphane Poulat    | DO        | Marion Lorblanchet        | Charlotte Morel          | Delphine Pelletier  |   |               |                  |               |
| 2008  | Belfort              | DO        | Yohann Vincent                | Nicolas Becker            | Sylvain Sudrie     | DO        | Delphine Pelletier (3)    | Jeanne Collonge          | Julie Gigault       |   |               |                  |               |
| 2009  | Belfort              | DO        | Laurent Vidal                 | Tony Moulai               | Grégory Rouault    | DO        | Jessica Harrison          | Carole Péon              | Charlotte Morel     |   |               |                  |               |
| 2010  | Charleville-Mézières | DO        | Frédéric Belaubre (5)         | Vincent Luis              | Sylvain Sudrie     | DO        | Jessica Harrison (2)      | Carole Péon              | Charlotte Morel     |   |               |                  |               |
| 2011  | Villiers-sur-Loir    | DO        | Laurent Vidal (2)             | Aurélien Lescure          | Pierre Le Corre    | S         | Jessica Harrison (3)      | Charlotte Morel          | Emmie Charayron     |   |               |                  |               |
| 2012  | Saint-Cyr            | DO        | Laurent Vidal (3)             | Tony Moulai               | Grégory Rouault    | S         | Jessica Harrison (4)      | Anne Tabarant            | Charlotte Morel     |   |               |                  |               |
| 2013  | Nice                 | S         | Vincent Luis                  | Pierre Le Corre           | Aurélien Raphaël   | S         | Jessica Harrison (5)      | Emmie Charayron          | Léonie Périault     |   |               |                  |               |
| 2014  | Nice                 | S         | Pierre Le Corre               | David Hauss               | Vincent Luis       | S         | Cassandre Beaugrand       | Alexandra Cassan-Ferrier | Anne Tabarant       |   |               |                  |               |
| 2015  | Nice                 | S         | Pierre Le Corre (2)           | Vincent Luis              | Tom Richard        | S         | Emmie Charayron           | Léonie Périault          | Cassandre Beaugrand |   |               |                  |               |
| 2016  | Dunkerque            | S         | Anthony Pujades               | Pierre Le Corre           | Aurélien Raphaël   | S         | Emmie Charayron (2)       | Léonie Périault          | Justine Guérard     |   |               |                  |               |
| 2017  | Quiberon             | S         | Dorian Coninx                 | Pierre Le Corre           | Aurélien Raphaël   | S         | Cassandre Beaugrand (2)   | Léonie Périault          | Émilie Morier       |   |               |                  |               |
| 2018  | Gray                 | S         | Vincent Luis (2)              | Dorian Coninx             | Aurélien Raphaël   | S         | Cassandre Beaugrand (3)   | Léonie Périault          | Emmie Charayron     |   |               |                  |               |
| 2019  | Metz                 | S         | Aurélien Raphaël              | Jérémy Quindos            | Louis Vitiello     | S         | Emmie Charayron (3)       | Sandra Dodet             | Léa Coninx          |   |               |                  |               |
| 2020  | Montceau-les-Mines   | S         | Léo Bergère                   | Pierre Le Corre           | Tom Richard        | S         | Léonie Périault           | Léa Coninx               | Mathilde Gautier    |   |               |                  |               |
| 2021  | Pontivy              | S         | Maxime Hueber-Moosbrugger     | Antoine Duval             | Théo Texereau      | S         | Justine Guérard           | Sandra Dodet             | Julie Iemmolo       |   |               |                  |               |
| 2022  | Pontivy              | S         | Thomas Sayer                  | Aurélien Jem              | Casimir Moine      | S         | Kristelle Congi           | Candice Denizot          | Charlotte Faivre    |   |               |                  |               |
| 2023  | Gravelines           | S         | Louis Vitiello                | Aurélien Raphaël          | Antoine Duval      | S         | Candice Denizot           | Kristelle Congi          | Marie Wattiez       |   |               |                  |               |
| 2024  | Gravelines           | S         | Maxime Hueber-Moosbrugger (2) | Thomas Hansmaennel        | Jules Rethoret     | S         | Candice Denizot (2)       | Laura Moreau             | Charlotte Faivre    |   |               |                  |               |